# Marten von Barnekow
Marten von Barnekow (Kronburg, 18 de março de 1900 - 29 de janeiro de 1967) foi um ginete alemão, especialista em saltos, campeão olímpico. 

## Carreira
Kurt Hasse representou seu país nos Jogos Olímpicos de Verão de 1936, na qual conquistou a medalha de ouro nos saltos por equipes.